# دياني جيروم
دياني جيروم (بالإنجليزية: Diane Jerome)‏ هي راكبة الكنو أمريكية، ولدت في 1 فبراير 1941.

## وصلات خارجية
- دياني جيروم على موقع أوليمبيديا (الإنجليزية)